# Asociación de Ulemas Reformistas de Argelia
La Asociación de Ulemas Reformistas de Argelia es un grupo de intelectuales religiosos musulmanes establecido en 1931, con el propósito de trabajar para crear una identidad musulmana argelina.
El Ulema abrió varias escuelas y promovió la enseñanza del idioma árabe. Recibió oposición por parte de la élite francesa y los musulmanes tradicionalistas, quienes se sintieron amenazados en sus tendencias puristas. La asociación se unió al Frente de Liberación Nacional durante la guerra de independencia entre 1954 y 1962, ocupando un escaño debido a este apoyo en el gobierno provisional de Argelia.